# Takashi Ōnishi
Takashi Ōnishi (jap. 大西 貴, Ōnishi Takashi; * 16. Oktober 1971 in der Präfektur Ehime) ist ein ehemaliger japanischer Fußballspieler.

## Karriere
Ōnishi erlernte das Fußballspielen in der Schulmannschaft der Minamiuwa High School und der Universitätsmannschaft der Fukuoka-Universität. Seinen ersten Vertrag unterschrieb er 1994 bei Sanfrecce Hiroshima. Der Verein spielte in der höchsten Liga des Landes, der J1 League. Für den Verein absolvierte er 17 Erstligaspiele. 1997 wechselte er zum Ligakonkurrenten Kyoto Purple Sanga. Für den Verein absolvierte er vier Erstligaspiele. 1998 wechselte er zu Ehime FC. Ende 2002 beendete er seine Karriere als Fußballspieler.

## Erfolge
Sanfrecce Hiroshima
- J1 League

Vizemeister: 1994
- Kaiserpokal

Finalist: 1995, 1996